# 恋のページェント
『恋のページェント』（こいのページェント、原題・英語: The Scarlet Empress）は、1934年に製作・公開されたアメリカ合衆国の伝記映画である。

## 概要
ロシア女帝エカチェリーナ2世の半生を描き、ジョセフ・フォン・スタンバーグが監督、マレーネ・ディートリヒが主演した。スタンバーグ監督とディートリヒのコンビは本作で6作目となる。

## キャスト
- ゾフィア（後のエカチェリーナ2世）：マレーネ・ディートリヒ
- アレクセイ：ジョン・ロッジ（英語版）
- ピョートル3世：サム・ジャッフェ
- エリザヴェータ：ルイーズ・ドレッサー
- アウグスト：C・オーブリー・スミス
- グリゴリー・オルロフ：ギャヴィン・ゴードン

## スタッフ
- 監督/製作：ジョセフ・フォン・スタンバーグ
- 製作総指揮：エマヌエル・コーエン
- 脚本：マヌエル・コムロフ
- 撮影：バート・グレノン
- 編集：ジョセフ・フォン・スタンバーグ（ノンクレジット）、サム・ウィンストン（ノンクレジット）
- 美術：ハンス・ドライアー
- 衣裳：トラヴィス・バントン